# Danny Drenth
Danny Drenth (Amsterdam, 1963) is een Nederlands multidisciplinair kunstenaar die naast schilderijen en tekeningen bekendheid kreeg door zijn conceptuele kunst en assemblages.
Drenth volgde een opleiding aan de Gerrit Rietveld Academie, waar hij echter vanaf werd gestuurd omdat hij als te eigenzinnig werd beschouwd.
Bekende projecten van Drenth zijn onder meer de sollicitatie van een virtuele burgemeester in Amsterdam en de geplande aankoop van het studentenhuis van kroonprins Willem-Alexander voor de realisering van een daklozenopvang waarbij de koninklijke slaapkamer intact zou blijven. In de jaren negentig stelde hij een kinderboek samen voor wassenbeeldenmuseum Madame Tussauds in Amsterdam, waar hij werkte.
Zijn assemblage de Psychedelic Travelling Chapel is een reizende kapel die omschreven wordt als een inheemse Zuid-Amerikaanse kapel na het slikken van lsd. Vergelijkbare kunstenaars en stromingen zijn Edward Kienholz, Robert Rauschenberg, Martin Kippenberger, popart en dada.